# Osiek (Czerwińsk)
Pour les articles homonymes, voir Osiek.
Osiek (prononciation : [ˈɔɕek]) est un village polonais de la gmina de Czerwińsk nad Wisłą dans le powiat de Płońsk de la voïvodie de Mazovie dans le centre-est de la Pologne.

## Histoire
De 1975 à 1998, le village appartenait administrativement à la voïvodie de Płock.